# Ningxia
Ningxia (kin. 宁夏回族自治区), službeno Autonomna regija Ningxia naroda Hueja) - jedna od pet autonomnih regije NR Kine. Nalazi se u središnjem dijelu zemlje. Ima površinu od 66,461 km². Po površini i stanovništvu, jedna je od najmanjih kineskih regija.
Kroz Ningxiju protječe Žuta rijeka, od istočnog prema sjevernom dijelu. Regija je uglavnom brdovita i predstavlja prijelaz prema mongolskim stepama. Na jugu i jugozapadu su planine Lijupan. Na sjeveru Ningxia obuhvaća dio ostataka Kineskog zida.
Klima u Ningxiji je kontinentalna i sve sušnija kako se ide prema sjeveru. Tu vladaju i jaki vjetrovi.
Glavni grad je Yinchuan s oko pola milijuna stanovnika. U regiji živi 5,900,000 ljudi (podatak iz 2006.). Narodi koje ovdje žive su: Han Kinezi (65,5 posto) i Huej Kinezi (33,9 posto).

## Galerija
- Željeznička stanica u Yinchuanu.
- Zračna luka u Yinchuanu.
- Grobnica Zapadnih Xija.
- Džamija u gradu Wuzhongu.